# Allen & Heath
Allen & Heath, aussi connu par ses initiales AH ou A&H est une entreprise basée à Penryn en Angleterre, spécialisée dans la fabrication de tables et consoles de mixage. Allen & Heath produit aussi des systèmes de gestion de sonorisation pour des installations industrielles. Actuellement, l'entreprise est propriété du groupe Audiotonix.

## Histoire
Fondée en 1969, la compagnie ne prend sa notoriété qu'après l'engagement de Andy Bereza, Ivor Taylor,  Andrew Stirling.
Au début des années 1970, Allen & Heath construit une table de mixage à quadriphonique personnalisée pour le groupe Pink Floyd, la MOD1, qui est utilisée par Alan Parsons pour mixer leurs concerts. La MOD1 est d'ailleurs visible dans leur film "Live at Pompeii".
Allen & Heath fut la première entreprise à monter des potentiomètres et des commutateurs sur les voies d'entrées du circuit. Ceux-ci étaient les premiers mixeurs modulaires où les composants pouvaient être remplacés à l'unité. La compagnie fut aussi la première à fabriquer un petit mixeur à 6 chaînes et 2 voies de sortie transistorisées appelé MiniMixer. Elle fabriqua également le Syncron A, le premier mixeur à utiliser des amplificateurs opérationnels. La console CMC fut pionnière dans l'utilisation d'un microprocesseur intégrant les capacités du MIDI dans un mixeur. La console GL2 combinait, quant à elle, les fonctionnailtés "Front of House" et "foldback" dans une unique console, ce qui s'appelle une console à "double-fonction" ("dual-function" en anglais).

## Produits
La ligne de mixeurs analogiques pro audio d'Allen & Heath commence à une console compacte à 12 canaux jusqu'à de bien plus équipées avec 48 voies pour utilisation professionnelle en concert. Les séries plus larges ML basées sur la norme VCA ont la possibilité d'élargir le mixeur en utilisant un système de side-car (sorte d'extension) qui se rajoutent augmentant ainsi selon désir le nombre de canaux. Il est alors possible, avec deux side-cars de 24 voies et un mixeur de 48 voies (soit le ML500 ou le ML400) de créer un mixeur de 96 voies avec diverses configurations de canaux stéréo.
Allen & Heath fabrique aussi la gamme de mixeurs numériques iLive qui reçut des critiques favorables dans l'industrie sonore du live. Les systèmes du iLive autour d'une surface de contrôle séparée du moteur du mix qui a par ailleurs de multiples câbles de sortie CAT5 qui offrent chacun une grande vitesse de transfert numérique de données.
Plus destinée aux DJs, la gamme Xone est tenue en haute estime par bon nombre d'entre eux, en raison de l'accent mis sur la qualité audio et la qualité de fabrication. Le Xone:92 est sûrement le plus reconnaissable des mixeurs de la compagnie, utilisé par Richie Hawtin, Deadmau5, Sven Väth, Adam Beyer et d'autres grands DJs
Un des principaux atouts de la gamme Xone est la grande qualité de ses filtres analogiques VCF qui permettent au DJ une incorporation uniquement faite de basses ou hautes fréquences d'une nouvelle source sonore.
La série ZED, récemment sortie, représente un juste milieu entre les gammes MixWizard et la série GL.